# René Cassin
René Samuel Cassin, francoski pravnik, profesor, sodnik, nobelovec, * 5. oktober 1887, Bayonne, Baskija, Francija, † 20. februar 1976, Pariz, Francija. 
Sin francosko-judovskih trgovcev je služil kot vojak v prvi svetovni vojni in postal ustanovitelj Union Fédérale, levičarske in mirovniške organizacije vojnih veteranov. Leta 1968 je bil nagrajen z Nobelovo nagrado za mir za svoj prispevek pri izdelavi Splošne deklaracije človekovih pravic, sprejete s strani generalne skupščine Združenih Narodov 10. decembra 1948. Istega leta je bil nagrajen tudi z nagrado ZN za varovanje človekovih pravic.
René Cassin je ustanovil tudi Francoski inštitut za upravne vede (IFSA), ki je bil prepoznan kot obče koristna združba.

## Življenje in delo

### Društvo narodov
Kot dolgoletni francoski delegat Društva narodov, od 1924 do 1938, se je Cassin prizadeval za napredek pri razoroževanju in razvoju ustanove v pomoč pri reševanju porajajočih se mednarodnih konfliktov. 

### Človekove pravice in nevladne organizacije
Sam je delal na osnutku, ki ga je zapustil kanadski pravni strokovnjak John Humphrey in je zmanjšal osnutek 46 členov na 44. Splošna deklaracija človekovih pravic, kot jo je sčasoma sprejela Generalna skupščina Združenih narodov, je vsebovala 30 členov človekovih pravic iz prvotnega predloga.
Služil je kot pravnik v OZN Komisiji za človekove pravice in Trajnem arbitražnem sodišču v Haagu. 
Bil je tudi član (1959-1965) in predsednik (1965-1968) Evropskega sodišča za človekove pravice. Po njem se med drugim imenuje ulica, kjer se nahaja sodišče v Strasbourgu. 
Cassin tudi vodil veliko nevladnih organizacij (NVO), ustanovil francosko združenje invalidov veteranov vojne leta 1918 in predsedoval združenju do leta 1940 kot predsednik in nato častni predsednik. Leta 1945 po predlogu Charlesa de Gaulle se je Cassin preusmeril tudi v dobro Judov. Cassin je postal predsednik francoske-judovskega zavezništva Israelite Universelle (AIU), ki je bila namenjena predvsem izobraževanju Judov, ki so živeli pod vladavino Otomanskega imperija, in so bili tako deležni francoskega učnega načrta. Cassin je kot predsednik sodeloval pri ustanavljanju Posvetovalnega odbora Judovskih organizacij. V letu 2001 je bila ustanovljena CCJO René Cassin za spodbujanje Splošnih človekovih pravic iz perspektive Judov. Medalja René Cassin se podeli s strani CCJO za tiste, ki so naredili izjemen globalni prispevek za človekove pravice. Kot vodja Zavezništva Israélite Universelle v Franciji se je prizadeval za pravice Judov in bil aktiven Sionist.

## Zapuščina
Cassin je umrl leta 1976 in je bil sprva pokopan v pokopališču Montparnasse v Parizu. Leta 1987 so bili njegovi ostanki izkopani in vključeni v grobnico v Panthéon v Parizu.
V letu 2003 je Baskija ustvarila Nagrado René Cassin, "s ciljem javnega priznanja in nagrajevanja posameznikov ali kolektivov, ki s svojo osebno in poklicno potjo pokažejo na močno zavezo za spodbujanje, promocijo in zavarovanje žlovekovih pravic. Nagrada se podeli vsako leto 10. decembra na mednarodni dan človekovih pravic.
V Jeruzalemu je poimenovana po njem srednja šola.

## Francoski inštitut za upravne vede
Leta 1947 je René Cassin ustvaril francoski inštitut za upravne vede (IFSA), ki velja za izredno koristno inštitucijo. Bil je prvi predsednik tega združenja, ki organizira številne konference, ki so pomagale razviti francosko doktrino v upravnem pravu. Navadno je predsednik Inštituta tudi podpredsednik Conseil D'Etat, Conseil d'État svetuje francoski vladi o vseh vprašanjih in problemih pravne ali upravne narave. Preverja predloge zakonov in podzakonskih predpisov, preden so ti predloženi Svetu ministrov (Conseil des ministres) in daje mnenje o pravni pravilnosti besedil, njihovi obliki in upravni smotrnosti. Conseil d'État vsako leto na predsednika republike naslovi poročilo, v katerem vladi predlaga zakonodajne in upravne reforme. Je najvišja stopnja upravne jurisdikcije, ki odloča v sporih med posamezniki in upravo v Franciji.